# Thriller (genre)
Pour les articles homonymes, voir Thriller.

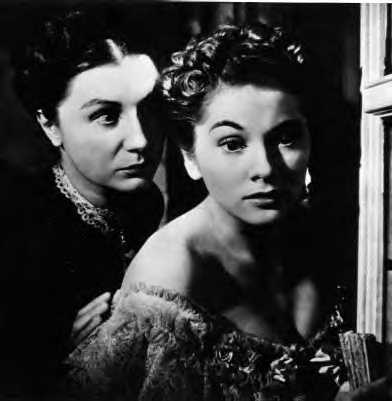
Un thème commun dans les thrillers met en scène des victimes innocentes confrontées à des adversaires dérangés, comme dans le film Rebecca d'Hitchcock (1940), où Mme Danvers essaie de persuader Mme De Winter de se suicider.

Le thriller (anglicisme, de l'anglais to thrill : « faire frémir ») est un genre artistique utilisant le suspense ou la tension narrative pour provoquer chez le lecteur ou le spectateur une excitation ou une appréhension et le tenir en haleine jusqu'au dénouement de l'intrigue. Selon le média, on parle également de film à suspense ou de roman à suspense pour qualifier ce genre.
Ce genre est très utilisé dans la littérature, le cinéma ou la télévision et se subdivise en de nombreux sous-genres, chacun possédant ses propres codes. Le thriller peut ainsi être policier, psychologique ou paranoïaque.
Les procédés narratifs sont souvent les mêmes, qu'ils soient utilisés au cinéma ou dans la littérature, avec notamment les fausses pistes et la rétention d'informations afin d'embrouiller le lecteur/spectateur, ou l'utilisation du suspens entre les différents chapitres, scènes ou épisodes.
Au cinéma, le genre est aussi caractérisé par des scènes de poursuite ou de combat, qui y sont parfois traitées différemment que dans les films d'action.

## Historique

### Littérature
Le poème épique L'Odyssée d'Homère est l'un des plus anciens récits du monde occidental et considérée comme un prototype du thriller. De même, l’Épopée de Gilgamesh et le Mahabharata utilisent des techniques narratives similaires aux thrillers modernes. Dans L'Odyssée, le héros Ulysse entame un périlleux voyage de dix ans pour rentrer sur son île natale après la guerre de Troie et y retrouver sa femme Pénélope. En chemin, il est confronté à des ennemis comme les cyclopes ou les sirènes, qu'il réussit à vaincre grâce à son esprit rusé plutôt que grâce à la force brute. L'histoire des Trois pommes, un des contes des Mille et Une Nuits est la plus ancienne histoire de meurtre connue ; elle fait figurer des rebondissements de l'intrigue et des éléments fictifs d'enquête policière. Dans le conte, un pêcheur découvre un coffre lourdement cadenassé le long du Tigre qu'il vend au calife abbasside Hâroun ar-Rachîd, qui l'ouvre et y découvre le cadavre d'une jeune femme découpée en morceaux. Hâroun ordonne à son vizir Jafar ben Yahya, de résoudre ce crime et trouver le meurtrier sous trois jours. Ce whodunit est considéré comme l'archétype des romans policiers,.
Les 39 Marches (The Thirty-Nine Steps) est l'un des premiers thrillers modernes, écrit par le Britannique John Buchan en 1915. Il raconte l'histoire d'un homme innocent qui devient le suspect numéro un d'un meurtre et se retrouve en cavale, poursuivi par la police et des espions. Le thriller anglais, caractérisé par des aventures policières avec poursuite et complot criminel, est alors popularisé par Buchan, Edgar Wallace ou J.S. Fletcher. Par la suite, le suspense s'enrichit grâce au développement de la psychologie pour créer autour de la victime un climat de peur, d'angoisse et de terreur. Parmi les premiers à exploiter ce registre, on compte Francis Iles et William Irish, auteurs qui ouvrent la voie à Boileau-Narcejac et Patricia Highsmith. D'autres auteurs ont popularisé le genre : Eric Ambler, Sydney Bauer, Ted Bell (en), Dan Brown, Lincoln Child, Tom Clancy, Clive Cussler, Michael Crichton, Nelson DeMille, Ian Fleming, Ken Follett, Frederick Forsyth, Graham Greene, John Grisham, Robert Ludlum, Alistair MacLean, Andy McNab, David Morrell, James Phelan, Douglas Preston, Matthew Reilly et Andrzej Sarwa.

### Cinéma

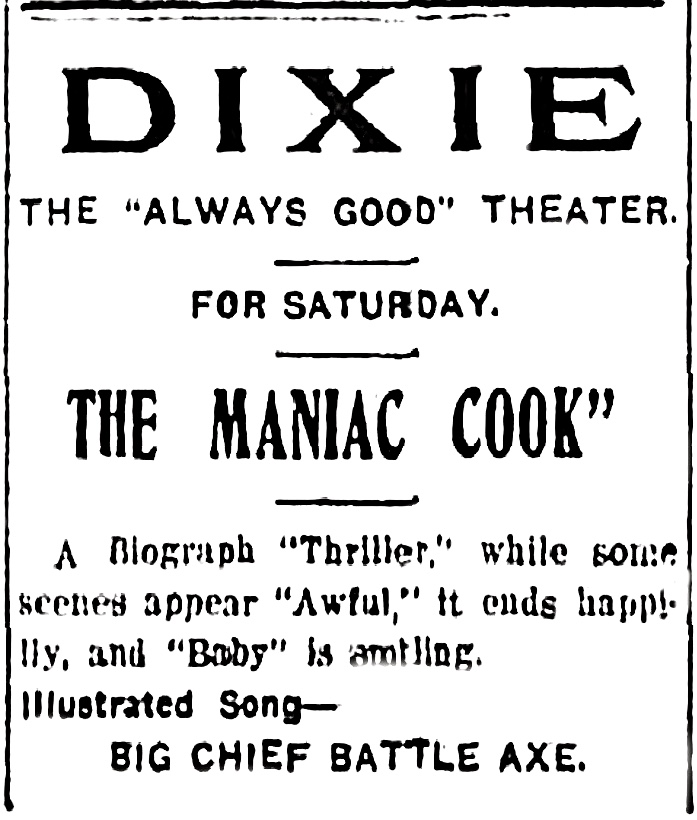
Publicité utilisant le terme thriller pour le film The Maniac Cook (1909) de D. W. Griffith.

Au cinéma, le réalisateur Alfred Hitchcock est considéré comme le maître du suspense avec des chefs-d'œuvre tels Sueurs froides (Vertigo), La Mort aux trousses et Psychose. Les Cheveux d'or (The Lodger), réalisé par Hitchcock en 1926, est l'un des premiers films du genre thriller. À de nombreuses reprises, Hitchcock fait de la victime un témoin qu'on cherche à éliminer (L'Ombre d'un doute, Les Enchaînés, Fenêtre sur cour), un faux coupable qui ne peut compter que sur lui-même pour se disculper (Les 39 Marches, Le Faux Coupable, La Loi du silence), ou une personne observatrice qui voit peu à peu un piège se refermer sur elle (Soupçons, L'Inconnu du Nord-Express, Les Oiseaux).
Après l'assassinat du président John Kennedy, les thrillers politiques et paranoïaques devinrent très populaires. Au fil des années, le thriller s'est rapproché du film d'espionnage, du film d'horreur (en particulier du slasher) et du film policier. Ainsi, des films comme Le Silence des agneaux de Jonathan Demme, Seven de David Fincher ou Saw peuvent être classés dans la catégorie « thriller », mais aussi dans la catégorie « film policier ».

## Caractéristiques
La caractéristique commune des œuvres appartenant à ce genre est de chercher à provoquer chez le spectateur ou le lecteur une certaine tension, voire un sentiment de peur (qu'il doit cependant trouver agréable) à l'idée de ce qui pourrait arriver aux personnages dans la suite du récit. Cela se fait souvent par des moyens assez stéréotypés, tels que des séquences filmées au ralenti, une action soutenue, un héros doté de multiples ressources ; on y use abondamment du suspense (au cinéma, « thriller » peut être considéré comme synonyme de « film à suspense »), souvent des intrigues secondaires qui viennent contrecarrer le développement de la principale, et de rebondissements de l'intrigue (en particulier dans les dernières scènes, ce qui permet de produire une suite commercialement intéressante). Pour obtenir la tension narrative nécessaire au genre, le récit adopte souvent le point de vue de la victime ou suit de très près ce personnage en relatant ses craintes et ses angoisses.
Par leur traitement du suspense et leur rythme soutenu, ils sont libérateurs d'adrénaline. Ils sont construits pour tenir le spectateur en haleine, le laisser « au bord de son siège » (on the edge of his seat) ou « accroché à la falaise » (cliff-hanging) alors que l'intrigue avance jusqu'au climax. La tension monte progressivement lorsque le personnage principal (le héros) est placé dans une situation menaçante, dont l’échappatoire semble impossible. Sa vie est souvent menacée, ou celle d'un de ses proches, souvent alors qu'il se retrouve par hasard, involontairement ou inconsciemment, impliqué dans une situation dangereuse et mortelle.
L'atmosphère des thrillers est en général sinistre et menaçante ; ils présentent le monde et la société comme sombres, corrompus et dangereux. La violence soudaine, les meurtres et les crimes en général y sont nombreux. Ils se déroulent souvent dans des lieux ordinaires (des villes ou des banlieues habituellement tranquilles), mais se tiennent parfois dans des endroits exotiques ou inattendus, et peuvent parfois être totalement fantaisistes ou relevant de la science-fiction. Les personnages des thrillers peuvent être : des criminels, des harceleurs, des assassins, des psychopathes ou psychotiques, des terroristes, des emprisonnements, des personnages aux passés troubles, aux mœurs tordus, cyniques ou blasés ; on y trouve aussi des victimes innocentes en cavale, des femmes menacées et des policiers. Les héros des thrillers sont en général des personnes ordinaires inaccoutumés au danger, mais ils peuvent aussi y être confrontés de manière régulière, comme avec les enquêteurs. Si les hommes sont traditionnellement plus représentés en tant que héros, les héroïnes tendent à devenir de plus en plus courantes.
Les thrillers sont souvent liées à des histoires policières, mais diffèrent par la structure de leur intrigue. Dans un thriller, le héros doit contrecarrer les plans d'un ennemi ; dans un film policier, il s'agit de découvrir le coupable d'un crime qui s'est déroulé au début ou avant le début. Alors qu'une histoire de meurtre serait habituellement gâchée (spoiled) par la révélation précoce du tueur, le méchant d'un thriller est généralement connu depuis le début. Les thrillers se déroulent aussi à une plus grande échelle que dans les films ou romans policiers qui se concentrent souvent sur un seul meurtre : il s'agit de tueries en série ou de masse, de terrorisme, d'assassinat ou de renversements de gouvernements. Le hasard périlleux et les confrontations violentes sont également des éléments standards d'une intrigue de thriller. Dans un policier, le climax est atteint au moment de la découverte du tueur et de son arrestation ; dans un thriller, il survient lorsque le héros finit par vaincre le méchant, sauvant par là-même sa vie et celle des autres. Dans certains thrillers influencés par les films noirs et le genre de la tragédie, le héros involontaire est souvent tué dans le feu de l'action. De même, les thrillers peuvent parfois se rapprocher du genre de l'horreur au cinéma, avec des sujets utilisant une violence plus sadique ou gore et une plus grande brutalité. Ce genre de chevauchement est également valable pour des genres comme les films d'aventure, d'espionnage, judiciaires, de guerre, etc. Ainsi, les thrillers ne sont pas définis par leur sujet mais par leur approche de celui-ci.

« Dans les thrillers anglo-saxons, le méchant est généralement puni et le héros fort et silencieux gagne généralement le cœur de la fille fragile et maladroite. Mais il n'y a pas de loi dans les pays occidentaux pour censurer une histoire qui ne s'ajuste pas avec cette tradition et où on espère tous que le méchant pervers mais romantique va réussir à s'enfuir et que l'ennuyeux gentil va finalement être snobé par l'héroïne taciturne »

— Vladimir Nabokov, conférence à l'université Cornell

## Sous-genres
Aux États-Unis, le genre est très utilisé dans la littérature, le cinéma ou la télévision et se subdivise en de nombreux sous-genres, chacun possédant ses propres codes. Les thèmes sont nombreux.
Au sein des thrillers policiers (crime thriller), on peut citer les demandes de rançons, les prises d'otages, les enlèvements, les casses et la vengeance, ainsi que les enquêtes policières qui en découlent et la technique du whodunit, quel que soit le point-de-vue de l’œuvre (celui du policier, de la victime ou du criminel).
Les thrillers psychologiques (psychological thrillers) sont caractérisés par des manipulations psychologiques, des traques ou harcèlements liées à des obsessions, des Prisonnierobsessions ou confinements dans des endroits dangereux ou piégés, frisant parfois avec le genre de l'horreur.
Dans les thrillers paranoïaques (paranoid thrillers), des éléments tels que les théories du complot, les fausses accusations et la paranoïa clinique sont récurrents.
Le thriller est principalement caractérisé par le méchant de l'histoire qui va mettre des obstacles sur la route du héros.

## Exemples

### Littérature
- Dan Brown : Da Vinci Code - 2003. Robert Langdon, un symbologiste américain, et Sophie Neveu, une cryptologue française, enquêtent sur le Prieuré de Sion.
- Frank Thilliez : Puzzle, thriller se déroulant dans un asile psychiatrique.
- Éliette Abécassis : Qumran - 1996. David Cohen, un archéologue doit retrouver l'un des célèbres rouleaux des Manuscrits de la Mer morte, perdu ou plus vraisemblablement volé.
- Katherine Neville : Le Huit - 1988. L'héroïne, Catherine Velis, doit affronter un monde de danger et de conspiration pour retrouver les pièces d'un jeu d'échecs légendaire appartenant à Charlemagne.
- Umberto Eco : Le Nom de la rose 1980. Guillaume de Baskerville, un moine franciscain, ancien inquisiteur, et son jeune novice Adso, narrateur de l'intrigue, se rendent dans une abbaye bénédictine, située entre la Provence et la Ligurie. Chargé officiellement d'une mission diplomatique, Guillaume de Baskerville a, en réalité, pour rôle d'enquêter sur des crimes commis au sein de la communauté des moines, et aussi de rechercher un mystérieux manuscrit dans la bibliothèque secrète et interdite de cette abbaye.
- Maxime Chattam : L'Âme du mal, In Tenebris et Maléfices, trilogie sur la traque de tueurs en séries par le profiler Joshua Brolin.
- Édouard Brasey : Le Dernier Pape, thriller ésotérique et religieux qui anticipe la renonciation du pape Benoît XVI et la fin de la suprématie de l’Église catholique romaine en relation avec la prophétie de saint Malachie.
- Glenn Cooper : La Prophétie des papes, thriller autour des secrets du Vatican et de la prophétie de Malachie.

### Films
Ce n'est pas vraiment avec le cinéma que le thriller commence, mais plutôt avec la littérature, qui lui fournit des scénarios en quantité.
- La Mémoire dans la peau (The Bourne Identity) est ainsi une adaptation du roman de Robert Ludlum : on retrouve un homme blessé par balle dans la Méditerranée, mais lorsqu'il se réveille, il souffre d'amnésie ; seul lien avec son histoire, des coordonnées de compte bancaire qu'il porte sur lui, et une capacité aux combats de toutes sortes. Matt Damon joue le rôle principal de cette adaptation selon les standards du thriller, en particulier l'accélération de l'intrigue du fait que les adversaires en savent plus que le héros, et ont donc un coup d'avance. Les deux suites, La Mort dans la peau (The Bourne Supremacy) et La Vengeance dans la peau (The Bourne Ultimatum), s'écartent de l'intrigue de Ludlum dans les romans aux titres correspondants, mais suivent le style du thriller de conspiration.
- Un crime dans la tête est un classique dans le contexte de la guerre froide : des soldats kidnappés deviennent des agents dormants, par des manipulations psychologiques et électroniques. Ce film a donné lieu à un remake de 2004, transposé dans le contexte de l'après-guerre froide : une escouade de soldats américains est kidnappée et subit un lavage de cerveau. On leur donne de faux souvenirs, ainsi qu'une micro-puce qui les transforme en robots (éventuellement assassins) dès qu'on leur envoie certains messages. L'un d'entre eux se rend compte que quelque chose ne tourne pas rond, et fait échouer la manipulation avant qu'un autre de l'escouade ne devienne président des États-Unis, ce qui donnerait à une force occulte un pouvoir total sur le pays.
- Phone Game met en scène un attaché de presse égocentrique enfermé dans une cabine téléphonique, sous la menace d'un tireur embusqué qui veut le faire s'amender de son égocentrisme. Mais la police entoure bientôt la cabine parce qu'elle croit le journaliste responsable de la mort d'un autre usager qui voulait l'en faire sortir.
- Ronin présente un récit plein de suspense sur un conflit entre diverses loyautés : une équipe de mercenaires de l'après-Guerre-froide monte une embuscade en France pour récupérer une mallette noire dont on ne sait rien du début à la fin, mais qui vaut la peine, de tuer. L'embuscade est un échec, et les membres de l'équipe se retrouvent dans une situation de chacun pour soi… voire contre l'autre.
- Inception présente un thriller psychologique au niveau de l'architecture de l'esprit. Le héros, Dom Cobb (interprété par Leonardo DiCaprio) doit implanter une idée dans une personne sans que cette dernière ne s'en rende compte. Pour cela il va manipuler cette personne dans des rêves pré-construits par son équipe. Plus l'intrigue avance plus les spectateurs comprennent comment Cobb sait autant de choses sur l'Inception. Le film contient beaucoup de suspense puisque c'est le premier film a maitriser 4 strates de temps simultanément, chacune de ses strates étant sur le point de vaciller. La fin du film laisse une myriade de suppositions pour le spectateur non seulement par le plan de la toupie mais sur le film d'un point de vue global et sur ce que le réalisateur Christopher Nolan a voulu signifier.

On peut aussi noter comme films L'Obsédé (1965), L'Inspecteur Harry (Dirty Harry, 1971), Le Silence des agneaux (1991), Seven (1995), Mystic River (2003), Gone Baby Gone (2007), Zodiac (2007), Shutter Island (2010) et Prisoners (2013).
Un certain nombre de thrillers ont eu du succès à la fois comme écrit et comme film, tels par exemple : le Chacal de Frederick Forsyth, À la poursuite d'Octobre Rouge de Tom Clancy, puis la suite des aventures de Jack Ryan, le Silence des agneaux de Thomas Harris et les suites, Jurassic Park et Congo de Michael Crichton, Da Vinci Code de Dan Brown et Prédictions d’Alex Proyas

### Télévision
- 24 heures chrono est une série télévisée qui suit en temps réel les exploits de l'agent fédéral Jack Bauer dans sa lutte contre les menaces terroristes, chaque saison d'épisodes se déroulant sur 24 heures ; la série s'inspire des événements qui ont bousculé les États-Unis depuis les attentats du 11 septembre 2001.
- Dexter est une série télévisée centrée sur un expert scientifique de la police de Miami qui tue régulièrement des criminels sans que personne le sache.
- Lost : Les Disparus est un feuilleton télévisé américain relatant la survie et la torture psychologique d'un groupe de survivants d'un accident d'avion sur une île mystérieuse qui renferme de nombreux secrets, mystères et dangers. Les ennuis que vont rencontrer les naufragés vont s'accentuer de mal en pis au cours des six saisons. On aura l’impression que l'île joue avec eux et tente de faire de leur vie un calvaire.
- The Shield est une série télévisée qui suit le quotidien d'une unité du LAPD spécialisée dans la lutte anti-gang et les crimes les plus extrêmes. Cette série est plus proche du polar mais comporte parfois des intrigues spécifiques au thriller.

Les thrillers sont également passés de la télévision au cinéma, comme la série Mission impossible.